# Vriesea fenestralis
Espèce
Classification APG III (2009)
Vriesea fenestralis est une espèce de plantes de la famille des Bromeliaceae, endémique du Brésil.